# جو فرنانديز
جو فرنانديز (بالإنجليزية: Joe Fernandez)‏ هو شخصية أعمال أمريكي، ولد في 28 سبتمبر 1977 في لاس فيغاس في الولايات المتحدة.